# MünchenKlang
MünchenKlang ist ein klassisches Ensemble aus Chor und Orchester in München und gibt regelmäßig Konzerte in München sowie im europäischen Ausland.

## Das Ensemble

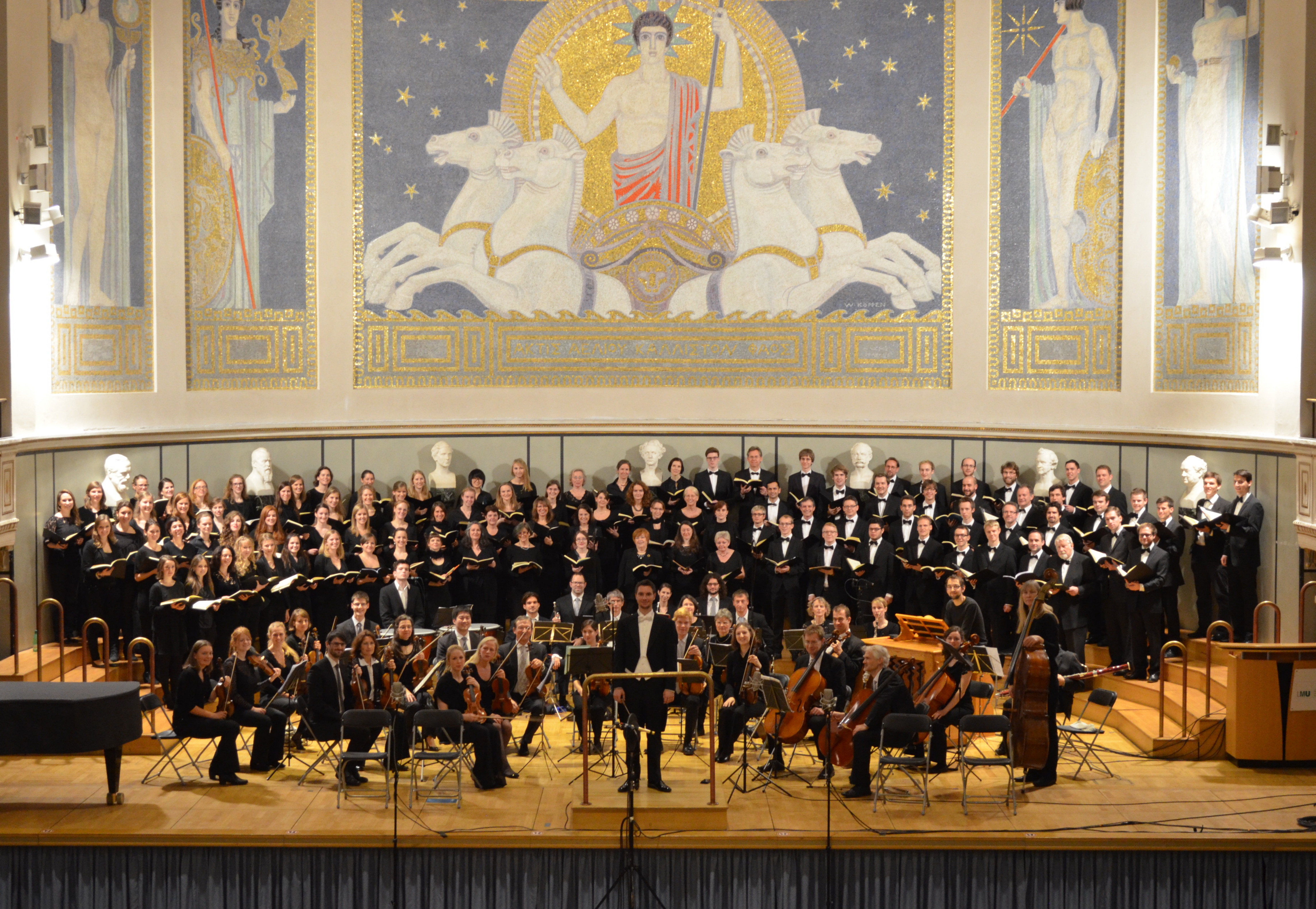
MünchenKlang, Weihnachten 2014 in der Großen Aula der LMU München

Das Chor und Orchesterensemble MünchenKlang wurde im April 2013 von Studenten mit dem Ziel gegründet, gemeinsam klassische Musik aufzuführen. Das Orchester ist durch seine nur an Wochenenden organisierten Proben als Projektorchester aufgestellt, während der Chor zu wöchentlichen Proben zusammenkommt. Die über 170 Mitglieder kommen aus verschiedenen Altersgruppen, Berufen und Studienfächern. MünchenKlang ist als gemeinnütziger Verein eingetragen.
Das Ensemble führt pro Jahr zwei bis drei Konzerte an wechselnden Konzertorten in München wie etwa der Neuen Pfarrkirche St. Margaret, der Großen Aula der LMU, dem Herkulessaal in der Residenz oder der Philharmonie am Gasteig durch. Auf Tourneen war das Ensemble 2013 zu Gast im Brucknerhaus in Linz, im Rahmen der Expo 2015 im Castello Sforzesco in Mailand, 2017 in der Berliner Philharmonie und 2018 in der Andräkirche in Salzburg. Im April 2019 gastierte MünchenKlang auf dem 10. Internationalen Mstislav Rostropovich Festival im Heydar Aliyev Palace in Baku. Das Ensemble hat mit den preisgekrönten Solisten Sumi Hwang, Selene Zanetti, Wilhelm Schwinghammer, David Sitka und Markus Zapp sowie dem Kabarettisten Maxi Schafroth zusammengearbeitet. Weiterhin hat der Chor von MünchenKlang mit renommierten Orchestern wie den Münchner Symphonikern, dem Abaco-Orchester sowie dem PLAY-Orchester kooperiert.
Neben den musikalischen verfolgt der Verein kulturpolitische Ziele und beteiligt sich an der Münchner Konzertsaaldebatte. Dem Aufruf zur Kundgebung am Odeonsplatz unter dem Motto „Das eine tun, das andere nicht lassen! – München braucht zwei große Konzertsäle“ am 7. März 2015 folgten über 500 Münchener. Das Ensemble unterstützt aktiv den vom ehemaligen Bayerischen Staatsminister Kurt Faltlhauser begründeten Verein Konzertsaal München e. V.

## Musikalische Leitung

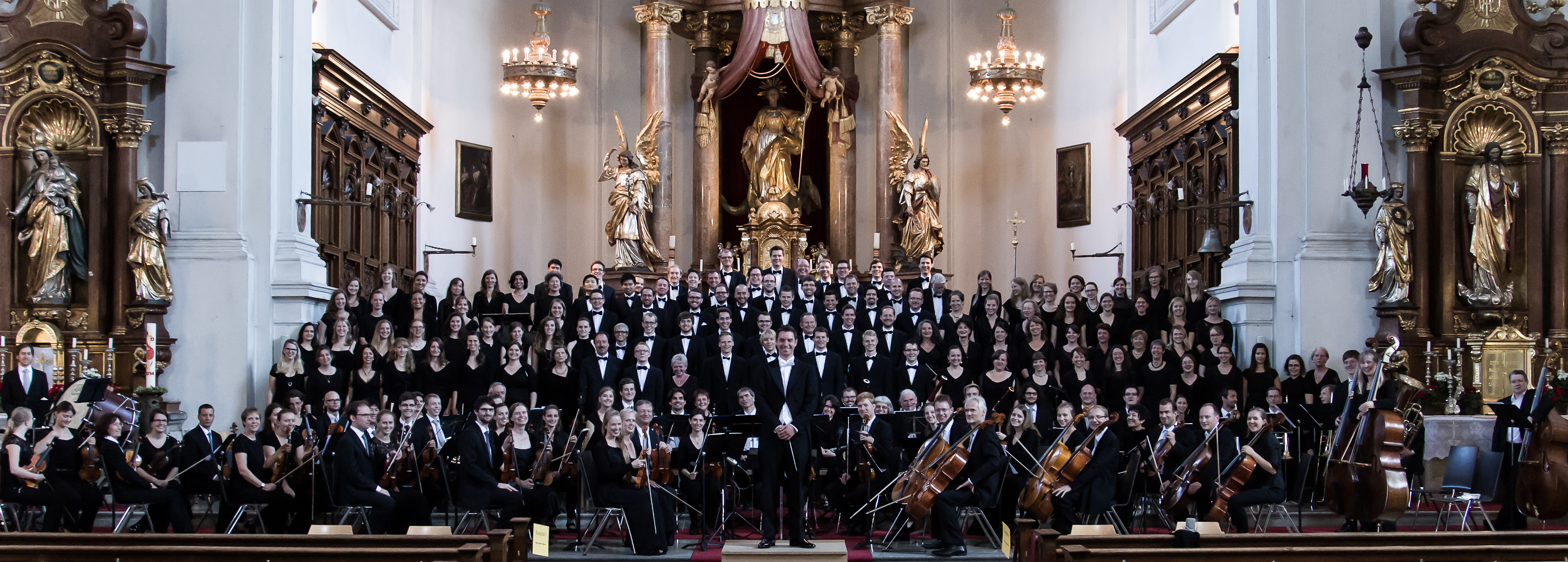
MünchenKlang, Sommer 2014 in der Neuen Pfarrkirche St. Margaret (München-Sendling)

Seit der Gründung ist Thomas Hefele Dirigent von MünchenKlang. Unter ihm kamen bisher unter anderem Candide von Leonard Bernstein in konzertanter Fassung, die Messa da Requiem von Giuseppe Verdi, das Weihnachtsoratorium sowie die Johannes-Passion von Johann Sebastian Bach, die Carmina Burana von Carl Orff, die Italienische Sinfonie von Felix Mendelssohn Bartholdy, From the Bavarian Highlands von Edward Elgar, The Armed Man von Karl Jenkins, die Kantate Der Stern von Bethlehem von Josef Rheinberger und Walter Braunfels’ Passionskantate zur Aufführung.